# 梅利莎·拜拉姆
梅利莎·拜拉姆（英語：Melissa Byram，1973年12月26日—），旧姓米尔斯（Mills），澳大利亚女子水球运动员。她曾代表澳大利亚国家队参加2000年夏季奥林匹克运动会水球比赛，获得一枚金牌。